# (6605) Carmontelle
(6605) Carmontelle ist ein Asteroid des Hauptgürtels, der am 22. September 1990 vom belgischen Astronomen Eric Walter Elst am La-Silla-Observatorium (IAU-Code 809) der Europäischen Südsternwarte in Chile entdeckt wurde.
Der Asteroid ist Mitglied der Koronis-Familie, einer Gruppe von Asteroiden, die nach (158) Koronis benannt ist.
(6605) Camontelle wurde am 19. September 2013 nach dem französischen Maler, Erfinder und Landschaftsgestalter Louis Carmontelle (1717–1806) benannt, der neben Porträts zahlreicher Personen und Gäste der herzoglichen Umgebung auch Rollbilder von fiktiven Landschaften, die zeitgenössisch realistische Gartenszenen zeigten, herstellte somit Erfinder einer frühen Animation von Bildern war.